# Petr Rada (textař)
Petr Rada (7. dubna 1932 Praha – 19. dubna 2007 Praha) byl český básník a písňový textař.

## Život
V druhé polovině 20. století psal texty pro Hanu Hegerovou, Karla Gotta, Waldemara Matušku, Václava Neckáře, Evu Pilarovou, Pavla Sedláčka, Hanu Zagorovou a jiné. Pro Martu Kubišovou vytvořil text písně „Modlitba pro Martu“, skladby, která se v jejím podání stala v roce 1968 výrazem národního odporu proti sovětské okupaci. Roku 1968 získala jeho píseň „Cesta“ ocenění na festivalu Bratislavská lyra. K dalším textům, které napsal pro Kubišovou, patří písně „Červencové ráno“ a „Měsíční fontána“.
Se skladatelem Petrem Hapkou, s nímž svého času tvořil autorskou dvojici, napsal pro Hanu Hegerovou „Kázání v kapli Betlémské“, „Píseň o malíři“ nebo „Obraz Doriana Graye“, které vyšly v roce 1966 na LP Hana Hegerová Šansony.
Po nátlaku Státní bezpečnosti, která po něm požadovala spolupráci, emigroval Rada roku 1977 do Austrálie; tam vydával krajanské noviny Hlasy Čechů a Slováků. Počátkem 90. let se vrátil do Prahy. Jeho další tvorba je spojena se skupinou Rangers či Miroslavem Donutilem.